# Megastethodon lineatus
Megastethodon lineatus är en insektsart som beskrevs av Victor Lallemand och Synave 1955. Megastethodon lineatus ingår i släktet Megastethodon och familjen spottstritar. Inga underarter finns listade i Catalogue of Life.